# Pinball Fantasies
Pinball Fantasies (Japans: ピンボールファンタジーズデラックス) is een computerspel dat werd ontwikkeld door Digital Illusions en uitgegeven door 21st Century Entertainment. Het spel kwam in 1992 uit voor de Commodore Amiga. Later volgde ook andere homecomputers. Het spel is een flipperkast spel. Het speelveld wordt van bovenaf weergegeven. Het spel is het vervolg op Pinball Dreams. De graphics zijn geavanceerder dan zijn voorganger.
Het spel kent de volgende levels:
- Partyland
- Speed Devils
- Billion Dollar Gameshow
- Stones 'n' Bones

## Platforms
| Jaar | Platform                   |
| ---- | -------------------------- |
| 1992 | Amiga                      |
| 1993 | Amiga CD32                 |
| 1994 | DOS                        |
| 1995 | Game Boy, Jaguar, SNES     |
| 1996 | PlayStation                |
| 2009 | PSP, PlayStation 3, iPhone |

## Ontvangst
| Beoordeeld door                 | Platform   | Datum            | Score |
| ------------------------------- | ---------- | ---------------- | ----- |
| Amiga Power                     | Amiga CD32 | december 1993    | 91%   |
| Amiga Action                    | Amiga CD32 | december 1993    | 91%   |
| Amiga Power                     | Amiga      | december 1993    | 91%   |
| Amiga Computing                 | Amiga CD32 | december 1993    | 90%   |
| PC Games (Duitsland)            | DOS        | maart 1994       | 90%   |
| The One Amiga                   | Amiga CD32 | september 1993   | 90%   |
| neXGam                          | Jaguar     | 2008             | 75%   |
| PC Player (Duitsland)           | DOS        | februari 1994    | 72%   |
| The DOS Spirit                  | DOS        | 13 november 2005 | 67%   |
| Electronic Gaming Monthly (EGM) | Game Boy   | februari 1995    | 40%   |